# خانه ایالت رود آیلند

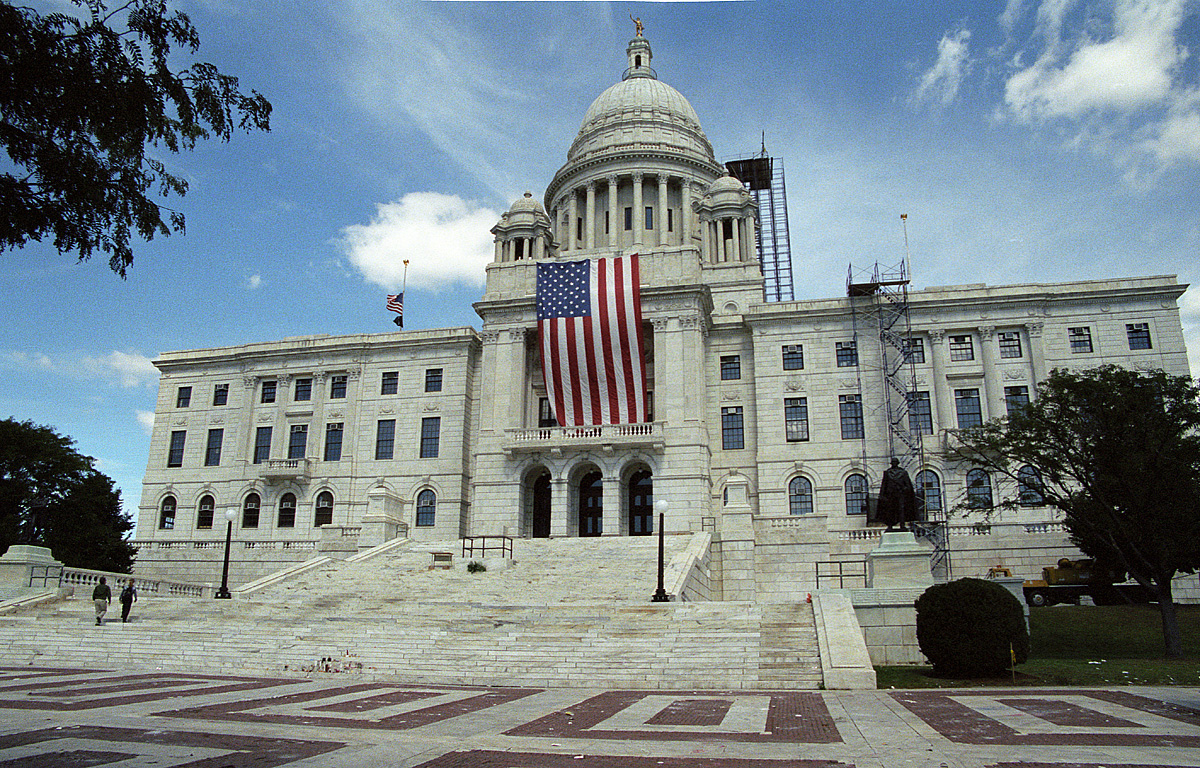

خانه ایالت رود آیلند (Rhode Island State House) بنایی است که شاخه مقننه دولت رود آیلند در آن قرار دارد.
معمار بنا ویلیام رادرفورد مید و چارلز مک‌کیم و شرکایشان بوده و در سال ۱۸۹۵ ساخته گردید و در ساکرامنتو قرار دارد.
این بنای تاریخی هم خانه مجلس ایالت است و هم سنای ایالت.

## نگارخانه

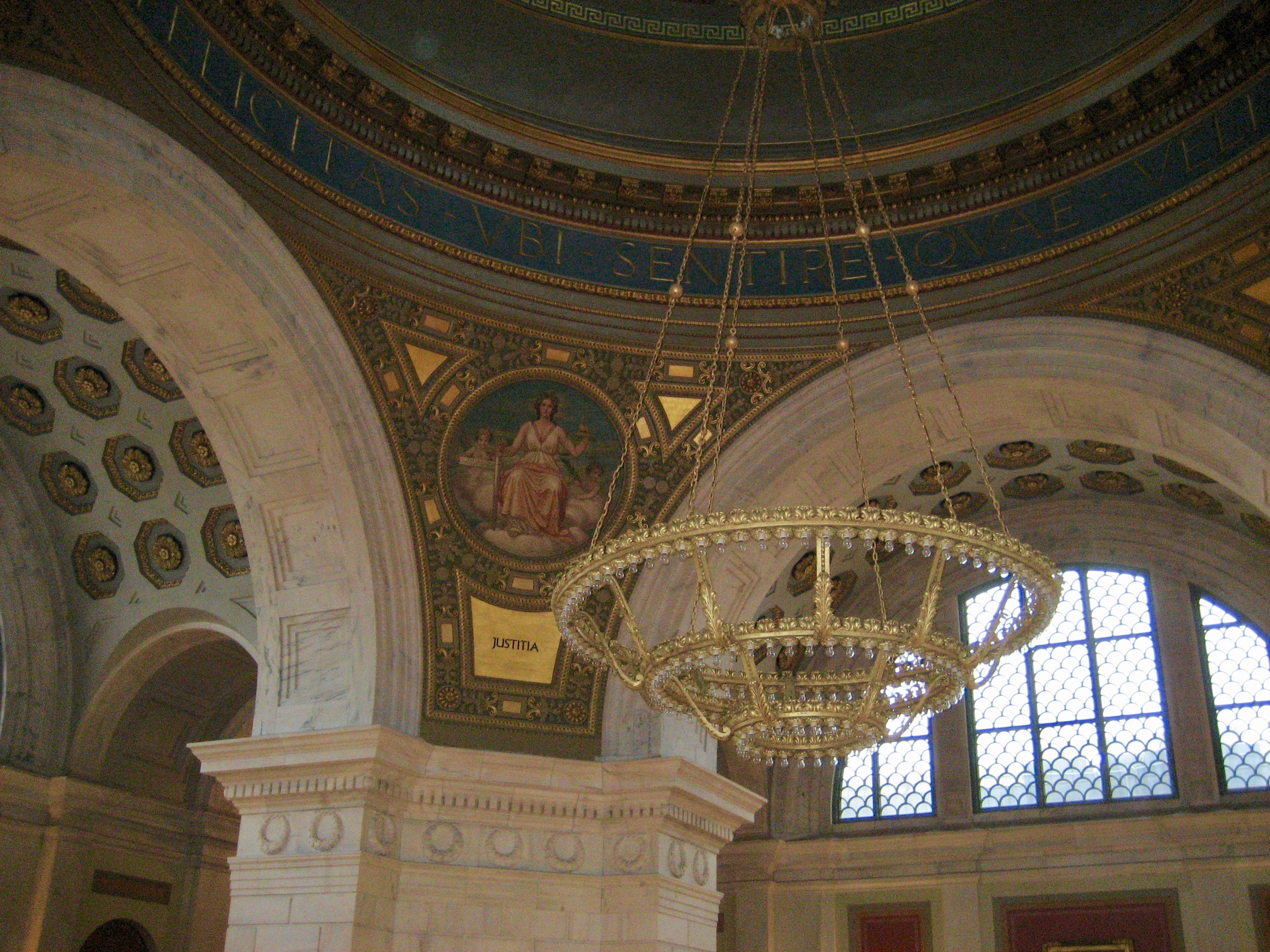
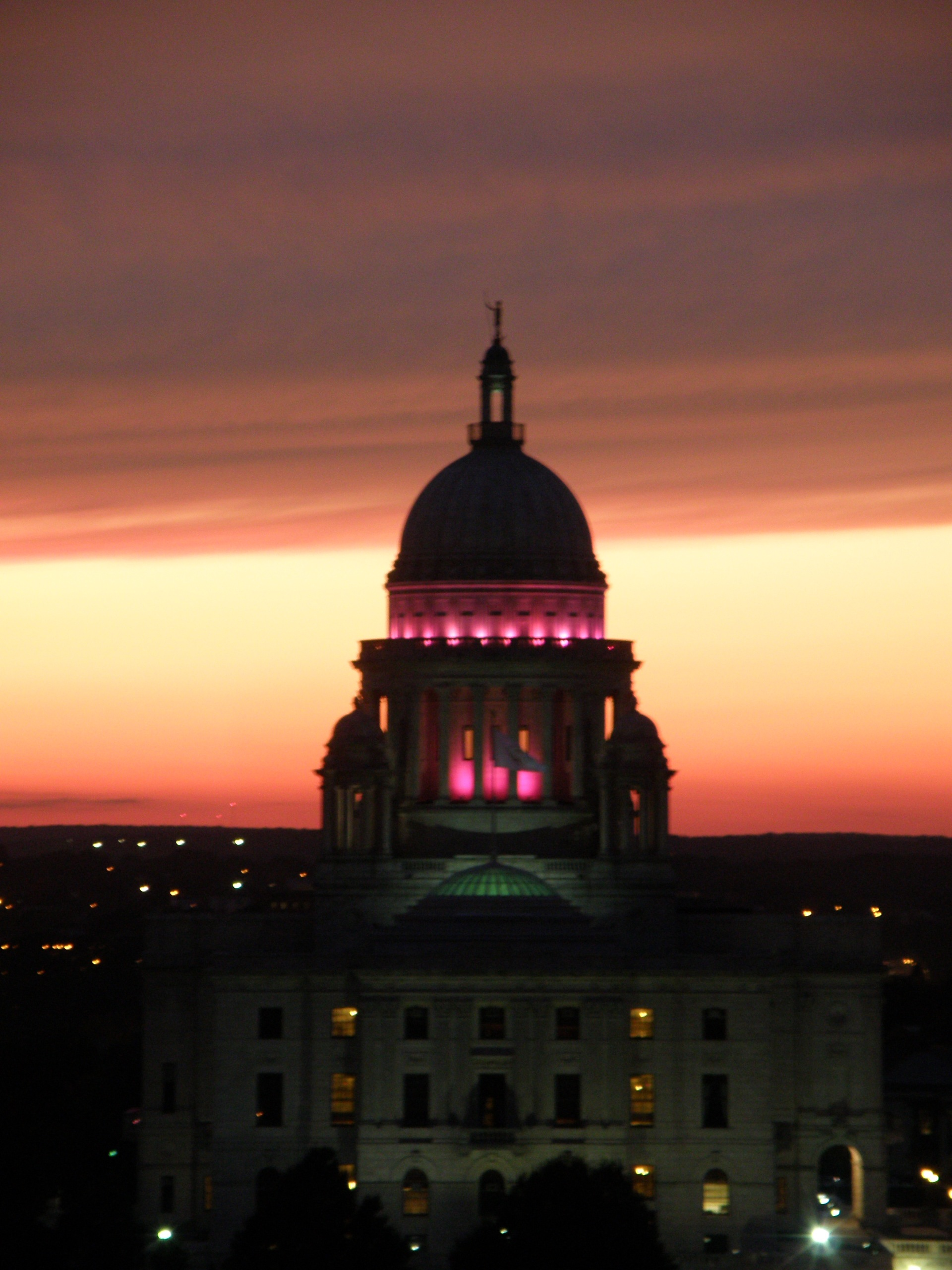
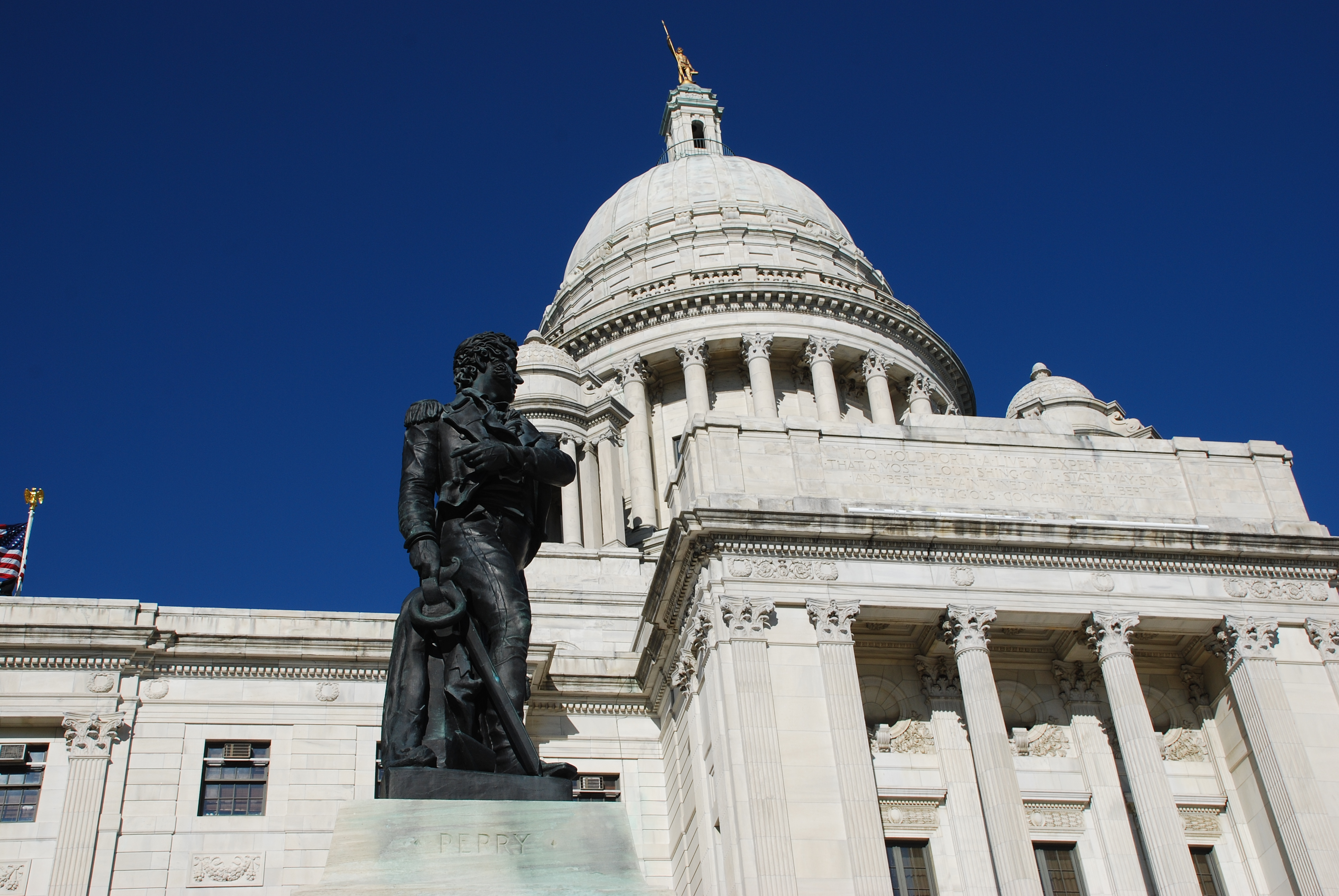
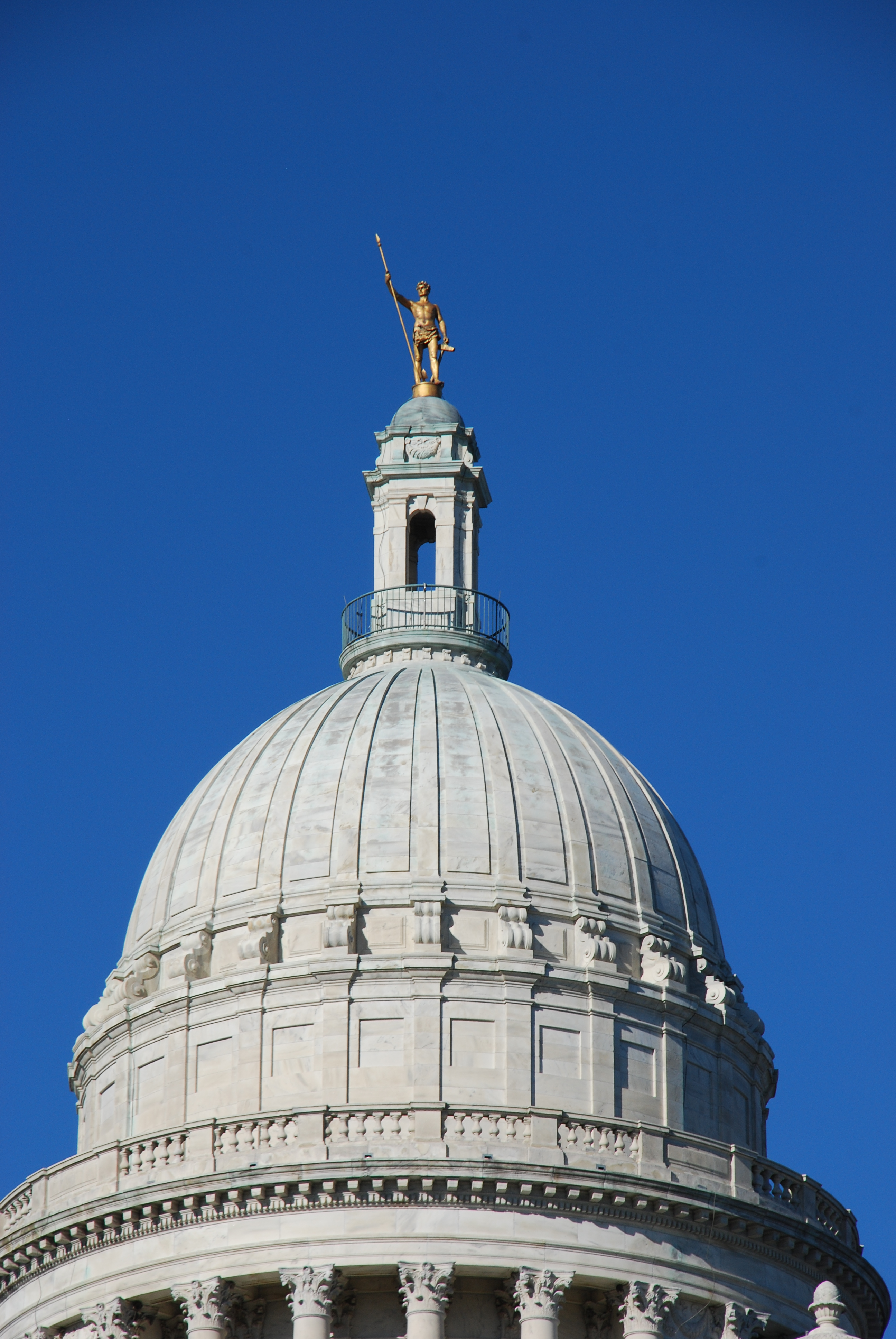
گنبد
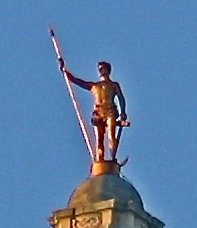
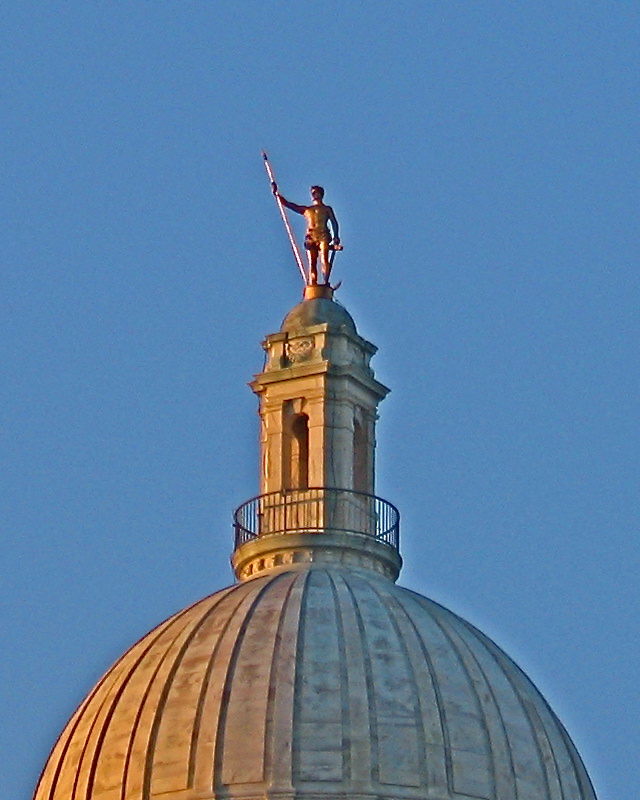